# 大西宏
大西 宏（おおにし ひろし、1962年5月14日 - 1991年10月16日、29歳没）は、日本の登山家。名古屋市出身。1989年、スキーによる北極点到達とエベレスト登頂の「2極」征服を達成した。

## 経歴
名古屋市に生まれた。1978年、東京都立九段高等学校に入学、山岳部に入部した。明治大学に進学し、2年生のときから山岳部に入って活動した。
卒業後も、一度は食品会社に就職したが、肉体労働のアルバイトをしながら登山中心の生活を送り、OB会である炉辺会（ろばたかい）のメンバーとして活動した。
1985年、日本山岳会の80周年記念行事として行なわれた中国登山隊に参加し、崑崙山脈カカサイジモンカに登頂した。
1987年、日本・中国・ネパール1988チョモランマ・サガルマタ友好登山隊に参加し、北稜ルートでエベレストに登頂した。
1988年、アンデス山脈のワスカランに登頂した。
1989年、ロバート・スワンが率いる、スキーによる北極点到達を目指すアイスウォーク国際北極遠征隊の一員として、北極点に到達した。
同年、カトマンズクラブのエベレスト登山隊1989に参加し、南東稜ルートでエベレストに登頂した。10月13日に頂上に立ち、1年のうちに地球の「2極」に到達した。
1990年、マカルーに登頂した。また、日中合同ナムチャバルワ偵察隊に参加し、ナイプン直下の鞍部に到達した。
1991年、ナムチャバルワ日中合同登山隊に参加した。大西は輸送、会計担当であったが、“エース”と目されており、「並外れた体力でルート開拓の牽引役となっていた」。10月16日、第4キャンプ予定地へ向かって南稜を登攀中に、標高6,150m付近で雪崩に巻き込まれ、遭難死した。遺体は現地で荼毘に付された。享年29。
大西は南極点到達による「三極制覇」を目標としていたが、大西の計画を継承して1993年に徒歩で南極点を目指した「アンタークティックウォーク南極点探検隊」は、大西の遺影と遺骨の一部をそりに積んで南極点に到達した。

## 著書
大西宏著、「大西宏の遺稿・追悼集」発行の会編『遠く高く：大西宏遺稿集』 悠々社、1993年11月、ISBN 4946406247。